# 斯卡恩
斯卡恩是丹麦最北点的一个小镇，在丹麦行政区重组之前属于北日德兰郡，重组之后属于北日德兰大区。人口达8347人。
十九世紀後葉，有許多北歐印象派的畫家會聚集在斯卡恩交流，他們被稱為斯卡恩畫家。包含安娜·安切爾、彼得·塞維林·柯羅耶、霍爾格·德拉赫曼、克里斯蒂安·克羅赫格等人。